# Kürbiskernöl
Kürbiskernöl ist ein aus den gerösteten Samen (Kernen) von Kürbissen hergestelltes Pflanzenöl. Das Öl eignet sich als Salatöl, es ist zudem in kalten und warmen Vor-, Haupt- und Nachspeisen verwendbar. Als Steirisches Kürbiskernöl g.g.A. trägt es eine anerkannte Herkunftsbezeichnung mit Regionenschutz. Kürbiskernöl wird bevorzugt aus den Samen des Steirischen Ölkürbisses (Cucurbita pepo var. styriaca) gewonnen.

## Allgemeines und Eigenschaften

Allgemeine chemische Struktur der im Kürbiskernöl enthaltenen Triglyceride: (R^{1}, R^{2} und R^{3} sind Alkyl- oder Alkenylreste mit einer meist ungeraden Anzahl von Kohlenstoffatomen)

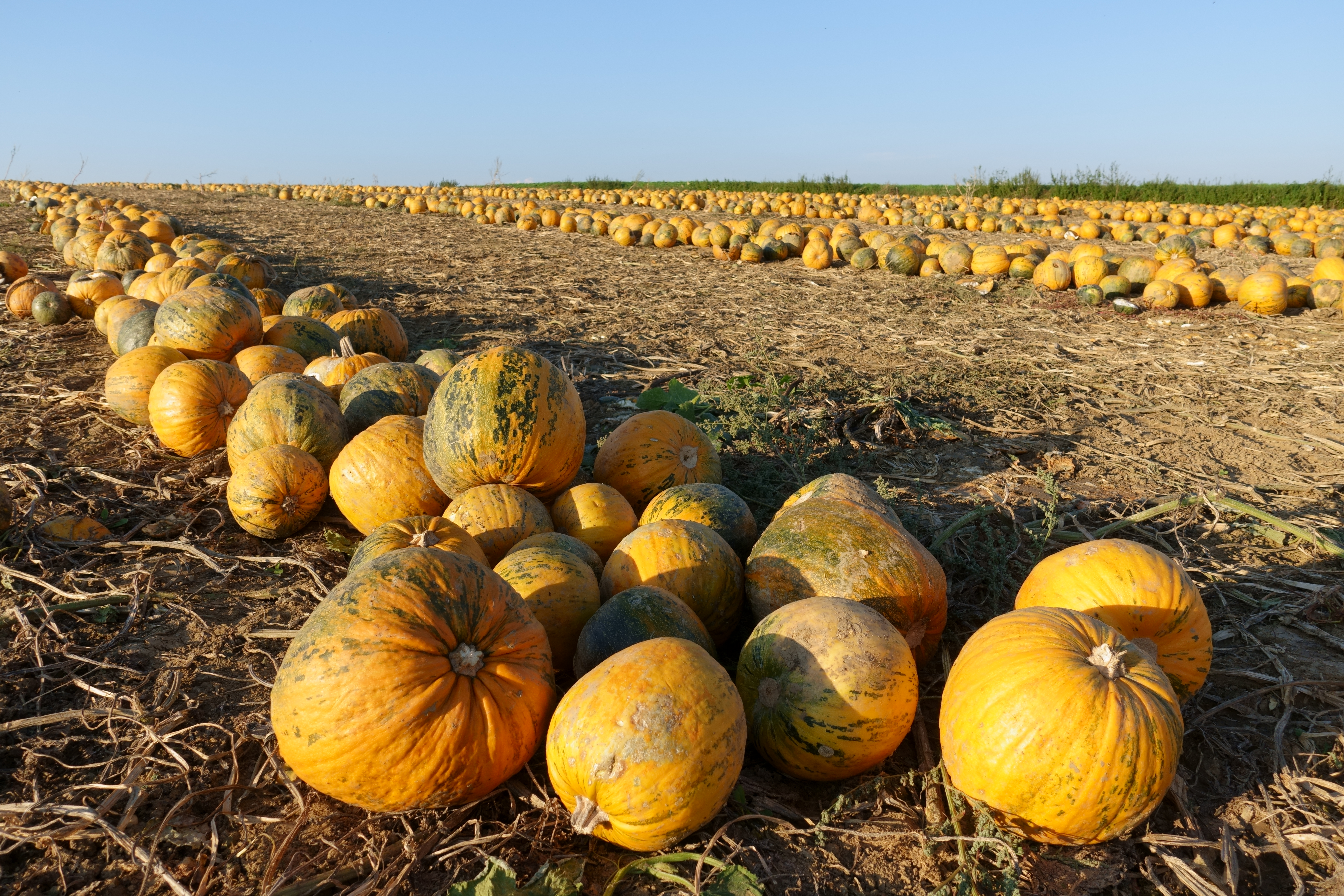
Feld mit Steirischem Ölkürbis (Cucurbita pepo var. styriaca), Österreich. Vorbereitet für die maschinelle Ernte

Die Farbe von Kürbiskernöl ist hauptsächlich abhängig von der betrachteten Schichtdicke und variiert auch mit der Intensität der Röstung. Dünne Schichten (< 0,7 mm) erscheinen grün bis grün-braun, dickere Schichten (> 0,7 mm) rot bis rot-braun. Der Effekt kommt durch die spezielle Farbzusammensetzung und die Art der Wahrnehmung in den Sinneszellen der Augen zustande und lässt sich daher auch nicht mit demselben Farbeindruck fotografieren.
Der Geruch des Öls wird als intensiv nussig, grün, krautig, röstig und mild würzig beschrieben.
Geschmacklich ist Kürbiskernöl nussartig, süßlich, hocharomatisch und mit intensivem Eigengeschmack.
In der Volksmedizin sagt man ihm auch einen günstigen Einfluss auf die benigne Prostatahyperplasie nach. Erste experimentelle Untersuchungen an Ratten aus dem Jahr 2006 scheinen diese Eigenschaft der günstigen Beeinflussung der testosteroninduzierten Prostatahyperplasie zu bestätigen. Die intensive grüne, rotfluoreszierende Farbe geht auf die im Öl gelösten Schalenpigmente zurück (Chlorophyll a und b und Phäophytin). Das Öl befindet sich in den Lipidtropfen der Keimblatt-Zellen.

## Geschichte
Die Geschichte des Kürbiskernöls begann 1735, als es noch aus dickschaligen Samen hergestellt wurde. Durch Selektion der Mutationen wurde die heute verwendete nacktschalige Varietät gezüchtet, deren Anbau sich zwischen 1870 und 1880 in der Steiermark verbreitete. Noch bis in die 1970er Jahre war Kernöl auch innerhalb Österreichs nur in der Ost- und Südsteiermark bekannt. Erst in den 1980er Jahren begann die Verbreitung in den großen und kleinen Küchen vieler Länder. In den letzten Jahrzehnten hat sich eine produktfokussierte Identität in der Steiermark im Zusammenhang mit dem Kürbiskernöl konstruiert und bei den jüngeren Generationen durchgesetzt und verdrängte die Konstruktion der „Grüne Mark“ zunehmend.

## Gewinnung

### Spezielles Verfahren in der Steiermark

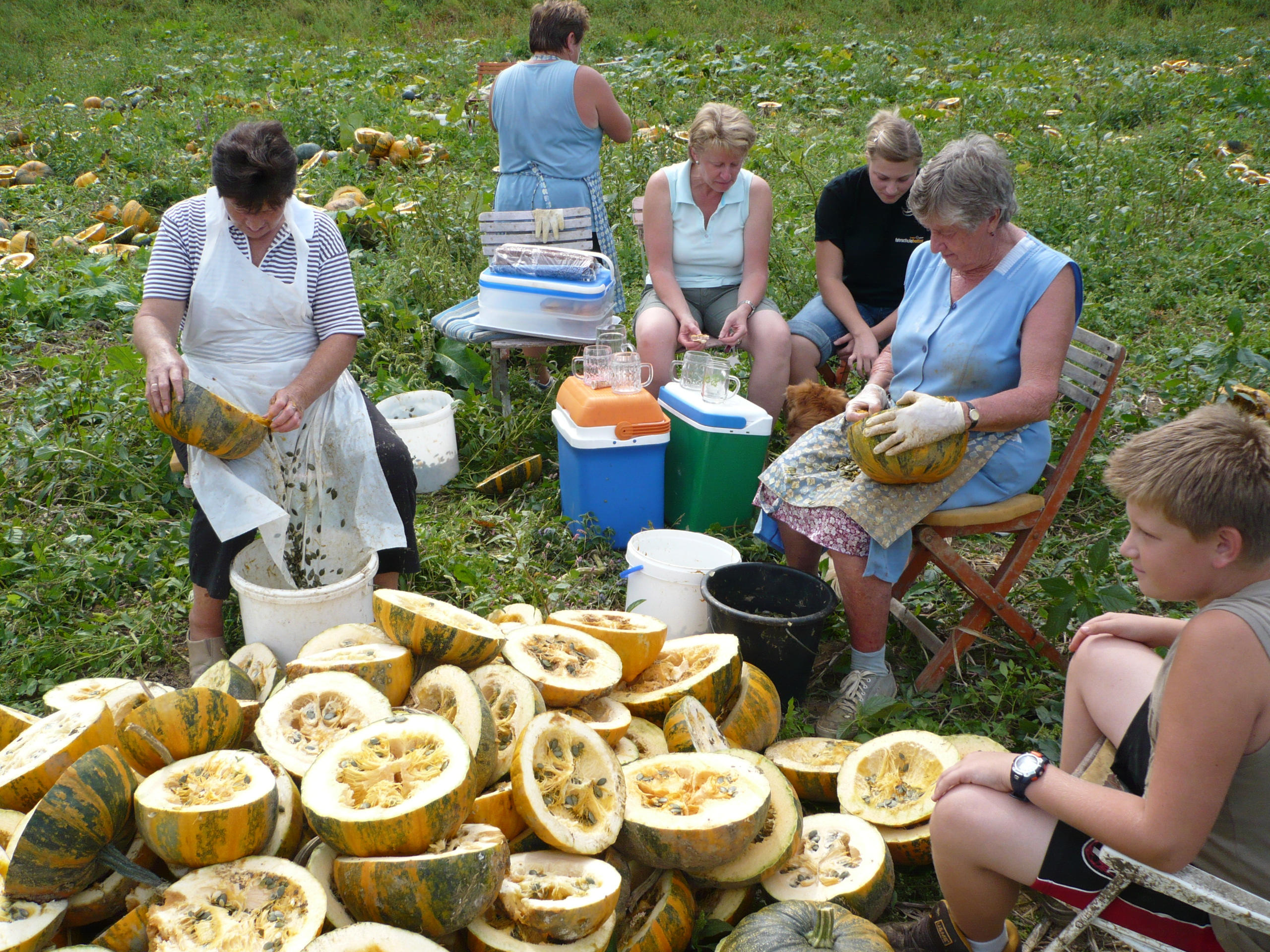
Gewinnung der Kürbiskerne am Feld

Der Ölkürbis wird im traditionellen Gebiet der südlichen Steiermark sowie dem südlichen Burgenland und den angrenzenden Gebieten Ungarns, Kroatiens und Sloweniens sowie in Russland angebaut. Die etwa 8 bis 10 Kilogramm schweren Früchte reifen auf den sandig-lehmigen Böden bei einem besonderen Klima aus Wärme und Feuchtigkeit.
Normalerweise stammen zwei Drittel der Kürbisse, aus denen Steirisches Kürbiskernöl gepresst wird, aus der Steiermark. Niederösterreich lieferte das restliche Drittel an Kürbissen, 2014 jedoch etwa die Hälfte. Die Vertragsanbaugebiete für den steirischen Ölkürbis in NÖ liegen im Weinviertel und in den Bezirken Horn und Melk und umfassten 7000 Hektar im Jahr 2013, 8000 ha im Jahr 2014 und werden 2015 auf bis zu 10.000 ha steigen, um den Bedarf der Ölmühlen zu decken.
Wenn im Herbst die Farbe der Kürbisfrüchte von Grün nach Gelborange gewechselt hat, werden die bis zu 1000 Samen maschinell oder in kleinen Betrieben noch mit der Hand aus dem Fruchtfleisch gewonnen.
Dieses sogenannte Kürbisputzen erledigen traditionell überwiegend Frauen häufig auf Sesseln sitzend, gleich am Feld. Aus der halbierten Frucht, die von den Knien, dem Schürzenstoff darauf und einer Hand gehalten wird, wird mit den Fingern jene innere, weiche Zone des Fruchtfleisches, die die Kerne enthält, herausgerissen und fällt in einen Sammelbottich. Der weitaus größte Teil der etwa kugeligen Frucht (Durchmesser um 30 cm) verbleibt, so wie alle anderen Teile der Pflanze, also Triebe und Blätter, am Feld und wird später untergepflügt. Traktoren mit Erntemaschinen sind stärker auf ausreichend trockene Felder angewiesen, damit der Boden die Räder trägt, und sie hinterlassen typisch zeilenförmige schmale Haufen der Pflanzenreste.
Die Samen werden gewaschen und bei 50 °C getrocknet, dadurch werden sie lagerfähig gemacht. Anschließend können sie gemahlen werden. Der Vorteil gegenüber der Olivenölproduktion ist es, dass Kürbiskernöl je nach Bedarf das ganze Jahr über aus den gelagerten Kernen gepresst wird.
Um das Öl aus dem trockenen Mehl zu gewinnen, werden die gemahlenen Samen mit Wasser und Salz angerührt und geröstet, bis das Wasser verdunstet ist; dabei wird der Teig ständig gerührt. Die Röstung ist notwendig, um das in den Kernen enthaltene Eiweiß vom Öl zu trennen. Der fertige Brei – auch Ölkuchen genannt – wird nun gepresst. Früher wurde der Brei in einer massiven Holzvorrichtung („Steirische Ölkuh“) durch das Aufeinanderpressen zweier spezieller Holzeinsätze ausgepresst. Die Pressung erfolgte durch das Schlagen auf einen Holzkeil („Öl ausschlagen“), dadurch kam die Berufsbezeichnung Ölschläger zustande.
Das frisch gepresste Öl lässt man noch einige Tage stehen, damit sich die Schwebstoffe absetzen. Kühl und dunkel gelagert hält sich das Öl mindestens 9 Monate. Um einen Liter Öl zu gewinnen, benötigt man drei Kilogramm Kerne oder etwa 35 Kürbisse.

### Allgemeine Ölgewinnung

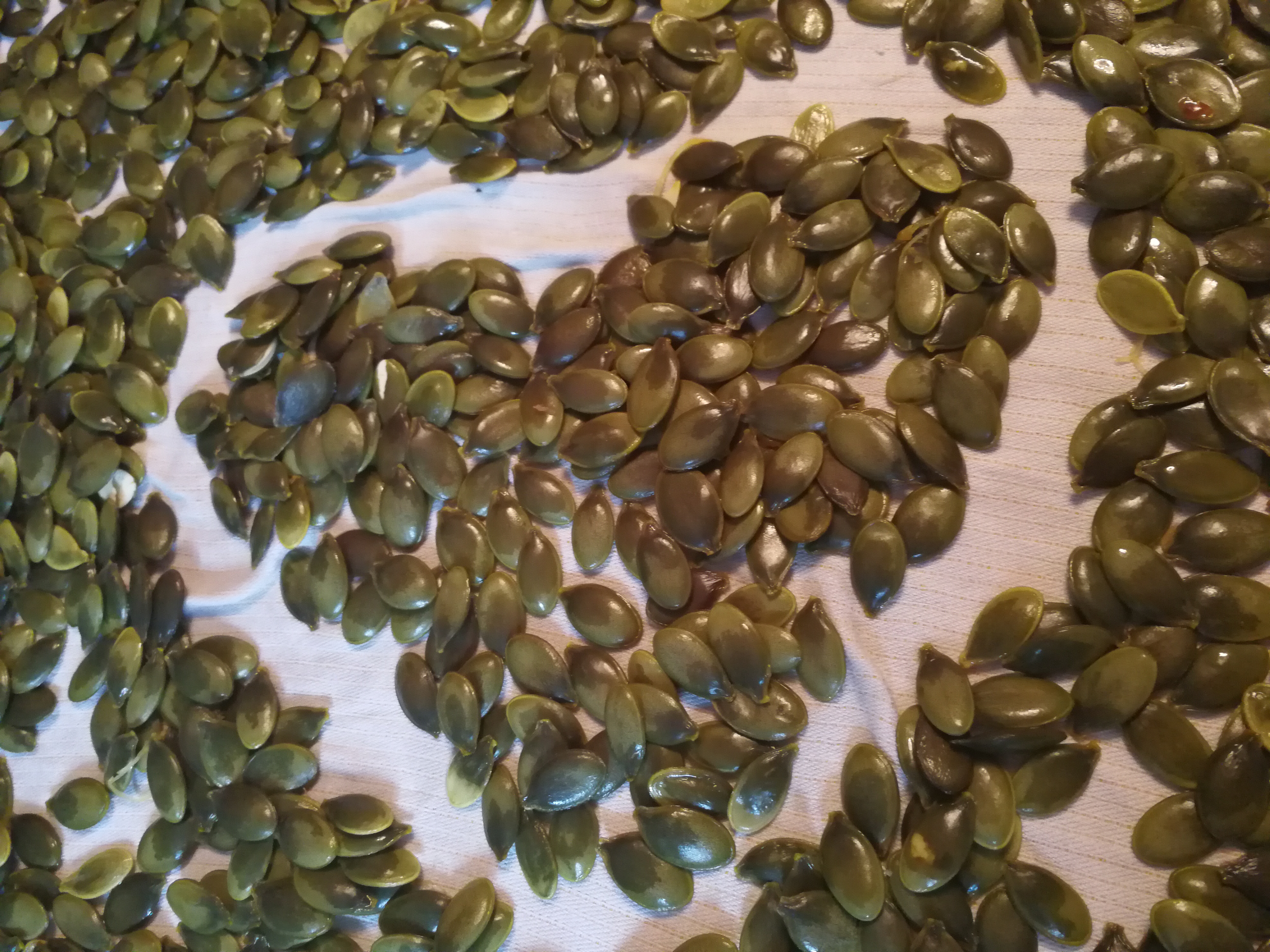
Kürbissamen

Kürbiskernöl gewinnt man aus den gehackten und gerösteten Samen der Gartenkürbisse, die noch warm unter hohem Druck mittels einer hydraulischen Presse gepresst werden.
Ein Kürbis kann bis zu 1000 Samen enthalten. Diese können geschält oder ungeschält verarbeitet werden.
Die ausgepressten Rückstände, der sogenannte Presskuchen (auch Ölkaas genannt), wird als eiweißreiches Futtermittel für Rinder und Schweine verwendet.

## Verwendung

### In der Pharmazie und Medizin
Aufgrund des im Kürbiskern enthaltenen Selen und Vitamin E hat sein Öl eine antioxidative Wirkung und kann den Organismus vor freien Radikalen schützen. Der hohe Anteil an Linolsäure und Phytosterinen soll eine cholesterinsenkende Wirkung haben. Es hat entzündungshemmende Eigenschaften und wird in der Therapie gegen rheumatoide Arthritis unterstützend eingesetzt. Der hohe Gehalt an mehrfach ungesättigten Fettsäuren wirkt gefäßerweiternd, kann so den Blutdruck senken und auf diese Weise helfen, Herz-Kreislauf-Schwächen und Blasenleiden vorzubeugen. Zudem wird dem Kürbiskernöl eine positive Wirkung bei Prostata-Adenomen im Anfangsstadium nachgesagt, was aber ebenso wie einige andere angebliche Heilwirkungen dieses Öls bislang nicht durch klinische Studien belegt ist. An Versuchstieren konnten jedoch positive Effekte bei gutartiger Prostatavergrößerung beobachtet werden. Erwähnt sei auch der besonders hohe Anteil an (semi)essentiellem Arginin.

### In der Kosmetik
In der Kosmetik findet Kürbiskernöl häufig Verwendung als Trägeröl, da es viele Wirkstoffe wie Vitamin A, Vitamin E und Carotinoide enthält, die gute hautpflegende Eigenschaften besitzen und die den Kosmetikprodukten sonst auf andere Weise zugeführt werden müssten. Dieses Öl soll bei Austrocknung der Haut, Falten- und Fältchenbildung, Hautalterung, Schwangerschaftsstreifen und schuppiger und rissiger Haut helfen.

### In der Küche
Hier findet das Kürbiskernöl vielseitige Verwendungsmöglichkeiten, beispielsweise im Zusammenhang mit Salat, Rindfleisch, Sülzen, Suppen, der steirischen Eierspeis oder Nachspeisen (im Speiseeis). Da es jedoch nicht erhitzt werden sollte, eignet es sich weder zum Kochen noch zum Braten oder Frittieren.

## Markenschutz

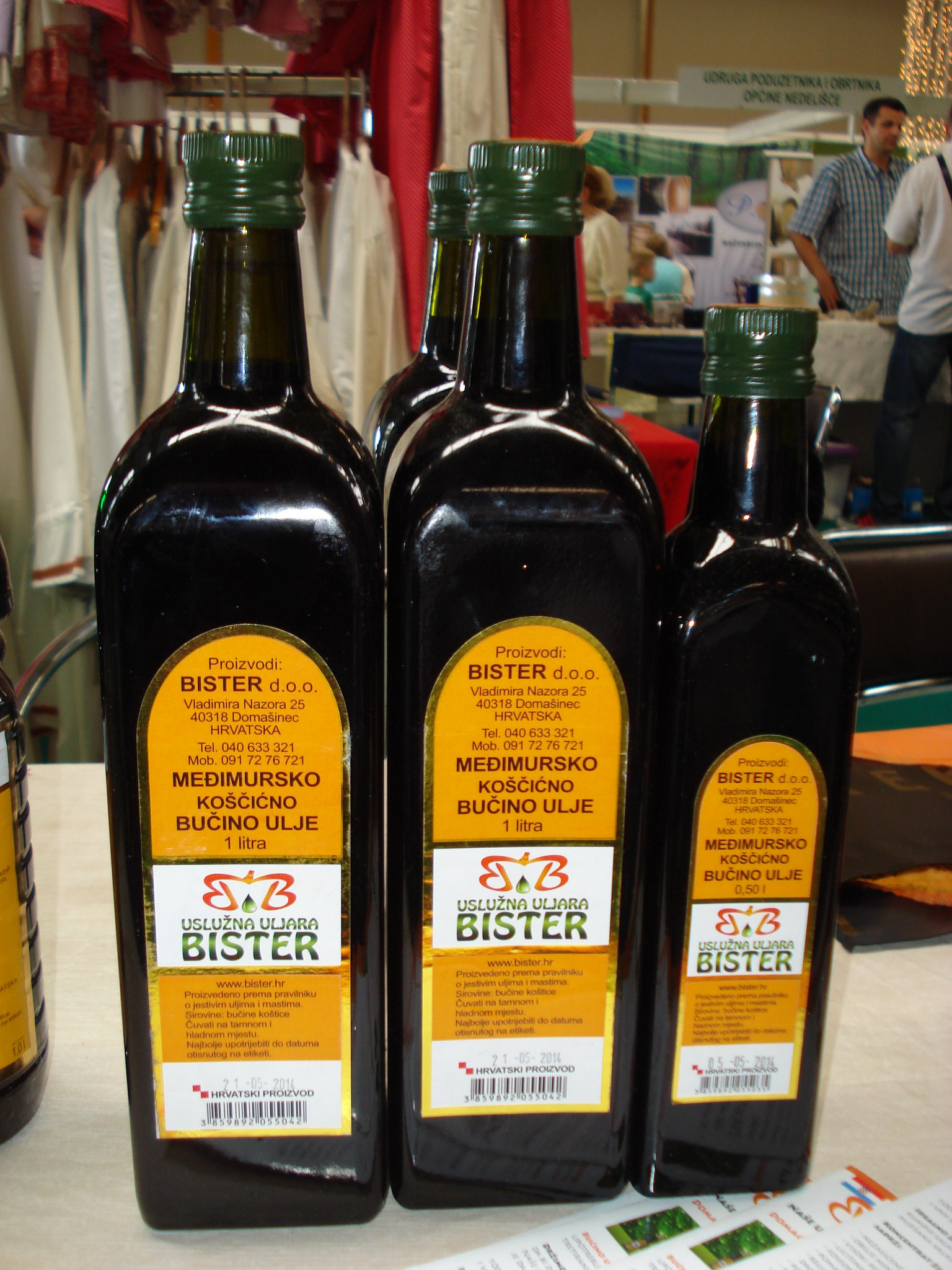
Kürbiskernöl (hier auf der MESAP 2013 Messe in Nedelišće ausgestellt) wird auch in der Gespanschaft Međimurje, Nordkroatien hergestellt und viel als Salatöl verwendet

Um regionale Spezialitäten vor unlauterer Nachahmung zu schützen, hat die EU Schutzsysteme geschaffen. „Steirisches Kürbiskernöl“ wurde von der EU geografisch geschützt und darf den Namen Steirisches Kürbiskernöl g.g.A. (geschützte geografische Angabe) führen und ist im Erzeugerring Steirisches Kürbiskernöl g.g.A. organisiert. Seit 2006 ist die Gebietsschutzregion auch als Genussregion verankert.
Nur geprüfte Hersteller – etwa 1700 – dürfen auf jede Flasche Steirisches Kürbiskernöl g.g.A. eine weiß-grüne Banderole mit Prüfnummer aufkleben. Nur in diesen Flaschen ist garantiert heimisches Kernöl enthalten. Ein strenges Kontrollsystem vom Feld bis zum Einzelhandel stellt sicher, dass die Produktion und Verarbeitung in Österreich erfolgt.
2006 hatte die Landwirtschaftskammer den Verein „Gemeinschaft Steirisches Kürbiskernöl“ zur Vermarktung des Kürbiskernöls ermächtigt. Jährlich werden von einer großen Menge an Produzenten im Durchschnitt 2,6 Millionen Liter Steirisches Kürbiskernöl g.g.A. hergestellt. Auf die Klage eines Kernölproduzenten entschied der Oberste Gerichtshof in Wien im Juli 2018, dass die Marke „nicht ernsthaft“ genutzt wird. Am 24. Juli 2018 kündigte der Markeninhaber Landwirtschaftskammer an, das Urteil beim Europäischen Gerichtshof in bis 8. August 2018 offener Frist anzufechten.